# NAM-1975
NAM-1975 è un videogioco arcade appartenente al genere degli sparatutto edito da SNK nel 1990 per Neo Geo. Fa parte dei quattro giochi presenti al lancio dell'hardware ed è considerato come il primo gioco. Il titolo è ispirato dal punto di vista ludico agli arcade Cabal e Dynamite Duke, mentre le sue atmosfere rimandano a film come Apocalypse Now.

## Trama
"Il rombo degli elicotteri in cielo ci riporta alla realtà. Non dimenticheremo mai l'incubo di quell'estate..." queste furono le frasi che diedero inizio alla storia di Silver e Brown, due soldati richiamati al quartier generale della Natorm nell'estate del 1975, durante gli ultimi mesi della guerra del Vietnam, per salvare l'ex scienziato dell'esercito americano Dr. R. Muckly, rapito e presumibilmente imprigionato nell'entroterra del Vietnam da terroristi del North Side, come parte di un'unità organizzata delle forze speciali. La squadra procede con la missione risalendo il fiume Yan su una barca per ingannare le guardie nemiche, ma le loro operazioni vengono rapidamente avvistate dai terroristi. Di conseguenza, la squadra abbandona la barca e attraversa la città di Đà Nẵng per continuare l'operazione, chiedendosi come il nemico abbia capito il loro piano. Dopo averlo fatto, la squadra riceve un nuovo piano strategico dal quartier generale, che li informa di salire a bordo di un aereo alleato per invadere l'aeroporto nemico con il paracadute. Tuttavia, il nemico li intercetta in volo e i soldati iniziano a difendersi sparando agli aerei nemici in arrivo.
Una volta che la squadra arriva sana e salva all'aeroporto, i soldati procedono con l'assalto al complesso, rendendosi conto che tra loro c'è una spia. Tuttavia, dopo l'assalto all'aeroporto nemico, i loro sistemi di comunicazione sono stati intercettati dai terroristi e il capitano dell'unità informa i soldati che Nancy Muckly, la figlia del Dr. R. Muckly, è stata rapita insieme al padre e dà alla squadra nuovi ordini di entrare nella fabbrica di armi nemica. Poco dopo, la squadra incontra Nancy, che cerca di informarli sul vero responsabile dell'operazione prima di essere uccisa da un colpo nemico alla schiena.
Dopo aver catturato un comandante nemico, i soldati procedono a interrogarlo su come il loro piano sia stato scoperto così rapidamente, ma il comandante viene ucciso da un cecchino, non prima di aver informato gli eserciti che il Dr. R. Muckly è un pazzo che sta costruendo un gigantesco cannone laser per conquistare il mondo. Nonostante l'intensa potenza di fuoco dell'arma, le truppe sconfiggono il Dr. R. Muckly e salvano il mondo, con le forze speciali ora considerate eroiche, ma la guerra in Vietnam continua.

## Modalità di gioco
NAM-1975 può essere giocato sia in modalità singola che in quella multiplayer cooperativa per due giocatori. I giocatori assumono il controllo dei soldati Silver o Brown, in sei livelli ambientati in Vietnam durante gli ultimi mesi della guerra, sconfiggendo i boss di ogni livello per avanzare nella sessione.
Il joystick sposta sia il soldato che il mirino a sinistra e a destra dell'area. Il pulsante A viene utilizzato per sparare con l'arma principale in corrispondenza del mirino e, se tenuto premuto, i giocatori possono spostare il mirino mantenendo i soldati nella stessa posizione. Il pulsante B serve invece per lanciare granate nella posizione del mirino, mentre il pulsante C, se tenuto premuto, consente ai giocatori di muovere i soldati più velocemente per evitare il fuoco nemico. Se il joystick viene tirato in diagonale durante la corsa, i soldati eseguiranno una capriola evasiva che impedirà loro di essere uccisi, oltre a schivare il fuoco nemico.
Come molti titoli precedenti pubblicati da SNK, è noto per la sua elevata difficoltà, con il boss finale particolarmente tristemente noto tra i giocatori per la sua incapacità di continuare dopo aver raggiunto la fine dell'ultimo livello e se i giocatori vengono uccisi durante questa battaglia, si attiverà automaticamente il finale negativo, costringendo a ricominciare la partita dall'inizio per ottenere il finale positivo.
Entrambi i giocatori iniziano con una mitragliatrice standard con munizioni infinite e dieci granate. Quando determinati nemici vengono uccisi o determinati edifici vengono abbattuti, lasceranno cadere armi, granate o altri oggetti che possono essere raccolti, come punti o 1UP. Le armi che possono essere raccolte durante il gioco consistono nel Balcan (una mitragliatrice più potente), un lanciafiamme in grado di eliminare solo le unità terrestri e un lanciamissili, mentre le altre armi di tipo granata che possono essere raccolte sono le bombe a scintilla e al napalm. Se i giocatori salvano una donna in ostaggio dal nemico, l'ostaggio (di nome Chris) aiuterà i giocatori sparando ai nemici, finché il giocatore che l'ha salvata non viene ucciso o raggiunge la fine dell'area. A volte, i giocatori vengono mandati in un round con un boss che si svolge tra i livelli.

## Accoglienza
In Giappone, la rivista Game Machine elencò NAM-1975 nel numero del 15 dicembre 1990 come la ventiduesima unità arcade di maggior successo del mese. Il titolo ha ricevuto un'accoglienza positiva dalla critica quando è stato originariamente rilasciato. Super Teeter di GameFan ha dato una prospettiva positiva al gioco nel loro numero di giugno 1999, lodando vari aspetti del gioco ma anche sottolineando l'elevato livello di difficoltà.
Electronic Gaming Monthly piazza NAM-1975 alla posizione numero 194 della loro lista di "The Greatest 200 Videogames of Their Time". Nel 2014, Hobby Consolas lo identifica come uno dei venti migliori giochi per Neo Geo AES.